# Walter Knoll (Möbelfabrikant)

Das Logo von Knolls Unternehmen

Walter Knoll (* 20. Oktober 1876 in Stuttgart; † 14. Juli 1971 in Herrenberg) war ein deutscher Möbelfabrikant und Gründer und Inhaber der Walter Knoll Polstermöbelfabrik.

## Leben
Walter Knoll wurde als Sohn von Wilhelm Knoll, einem Sitz- und Polstermöbelfabrikanten, geboren. Sein Vater hatte erst 1865 ein Ledergeschäft in Stuttgart gegründet, das er schnell zu einer Fabrik ausbaute. Die Firma wurde um 1890 zum königlichen Hoflieferanten ernannt.
Nach dem Besuch des Realgymnasiums absolvierte Walter Knoll ab 1891 eine kaufmännische Lehre, u. a. bei der Vollmoeller AG. Ab 1895 war er als Offiziersanwärter für die Armee tätig. Er war in Elsass-Lothringen stationiert und stieg bis zum Reiter-Serganten auf.
Vom Vater aus der väterlichen Fabrik entlassen, versuchte er sich in Stuttgart als selbständiger Kaufmann und scheiterte. Vor seinen zahlreichen Gläubigern floh Walter Knoll zum ersten Mal in die USA. In New York gründete er 1903 die „Fortuna Machine Company“. Als sein Vater starb, kehrte Walter Knoll 1907 in die Heimat zurück und übernahm gemeinsam mit seinem Bruder Wilhelm die väterlichen Betriebe. Diese umfassten zu diesem Zeitpunkt das Stammwerk in Stuttgart, ein Zweigwerk im Murrtal in Stammheim sowie eine Fabrik in Wien und die Lizenzfertigung in England bei der Fa. Parker-Knoll.
1909 heiratete Knoll die jüngere Schwester von Karl Gustav Vollmoeller, Maria Vollmoeller. Das Paar hatte fünf Kinder, allesamt Söhne. Robert, der Erstgeborene, übernahm 1966 den väterlichen Betrieb. Hans Knoll, der Zweitgeborene, gründete 1938 in den USA die bedeutende, noch heute unter dem Namen Knoll International Inc. in East Greenville, Pennsylvania, bestehende Möbelfirma.
Walter Knoll siedelte im Jahre 1909 nach Wien über und leitete die dortige Fabrik bis zum Kriegsausbruch 1914. Nach dem Tod seines Schwiegervaters, Robert Vollmöller, wurde Walter Knoll Ende 1911 in den Aufsichtsrat der Vollmoeller AG berufen.
Während des Krieges tat er erst an der Westfront, später im württembergischen Kriegsministerium als Oberleutnant Dienst.
1921 versuchte sich Walter Knoll ein zweites Mal als Unternehmensgründer in New York. Als 1925 größere Umbesetzungen innerhalb der Leitung der Vollmoeller AG erfolgten, kehrte er nach Stuttgart zurück und gründete gemeinsam mit Paul Hahn die „Walter Knoll & Co.“ in Stuttgart-Feuerbach. Durch seinen Schwager Karl Gustav Vollmoeller hatte Knoll Kontakt zu den Bauhausgründern wie Walter Gropius. Er war der erste Fabrikant, der sich auf die Serienfertigung von Bauhausmöbeln spezialisierte. 1937 verlegte er seine Firma von Stuttgart nach Herrenberg in den ehemaligen Zweigbetrieb der Vollmoeller AG. Erst 1966, zum 90. Geburtstag, zog er sich endgültig aus der Geschäftsführung seiner Firma zurück und überließ die Geschäfte seinem ältesten Sohn Robert sowie seinem Neffen Walter Combe.
Walter Knoll verstarb am 14. Juli 1971 in Herrenberg und wurde dort beigesetzt.
1982 übernahmen Stefan Combe und Michael Knoll die Geschäftsleitung der Walter Knoll & Co. 1993 übernahm die Familie Rolf Benz das Unternehmen mit Markus Benz als Geschäftsführer.

## Ehrungen
Am 20. Oktober 1956 wurde Walter Knoll anlässlich seines 80. Geburtstags die Ehrenbürgerwürde der Stadt Herrenberg verliehen.